# Fábio Fogaça
Fábio Fogaça (São Paulo, Brasil; 17 de octubre de 1990) es un piloto brasileño de automovilismo, con trayectoria a nivel internacional. Es hijo del reconocido expiloto de Fórmula 3 Sudamericana Djalma Fogaça, con quien tienen a su cargo la dirección del equipo oficial Ford de la categoría Fórmula Truck del Brasil y en el Campeonato Brasileño de Marcas.
Compitió en categorías tanto de su país como a nivel internacional, debutando en 2008 en el Stock Car Jr., categoría en la que compitió en el equipo de su padre Djalma. A nivel internacional, compitió en la categoría Top Race V6 de Argentina, debutando en el año 2010 a bordo de un Ford Mondeo II del equipo de Alberto Canapino y llegando a recibir apoyo del equipo de fútbol Corinthians de São Paulo. En el año 2011, fue convocado por el equipo Azar Motorsport para tripular una unidad Ford Mondeo III, en la cual volvió a pintar el número 72.
Finalmente, tras su paso por el automovilismo argentino, retornó a su país donde compitió en las categorías Copa BR de Turismos y Stock Car Brasil.

## Biografía
Nacido en São Paulo y como hijo del reconocido piloto de F3 Sudamericana Djalma Fogaça, la vida de Fabio indefectiblemente estaría ligada al automovilismo. De la mano de su padre, iniciaría su carrera deportiva en karts, compitiendo en diversas categorías de la especialidad, siempre con el apoyo de su padre y obteniendo diferentes títulos.
El vínculo entre ambos se extendió hasta la categoría Stock Car Brasil, ya que en la categoría Junior, Fabio debutaría en el año 2008 bajo la escuadra de su padre, el DF Racing. En esta categoría, el joven piloto paulista obtiene 16 victorias y un gran número de podios hasta el año 2009, año en el que se consagraría como campeón de la especialidad. A la par de esa categoría, Fogaça competiría también en la categoría PickUp Racing Brasil, donde tripularía una camioneta Mitsubishi L200 del equipo de su padre Djalma.
En el año 2010, los horizontes se extienden para Fabio, al ser invitado por la dirigencia de Top Race para competir en la divisional TRV6. Su debut tuvo lugar ese mismo año, compitiendo en los dos torneos organizados por Top Race ese año: la Copa América 2010 y el Torneo Clausura 2010.
En el primer torneo, Fabio debutaría a bordo de un Ford Mondeo II de la escuadra de Alberto Canapino, al cual identificó con el número 72. En este torneo, Fabio culminaría en la 34.ª posición con 18 puntos obtenidos. En este año, el club Corinthians de São Paulo (del cual Fogaça es simpatizante), cumplía sus primeros 100 años de vida, por lo que este club decidió contratar a Fogaça para auspiciar su unidad de TRV6 pintándola con los colores y el escudo del club y cambiando el número identificatorio por el número 100 (en alusión al centenario del club). este plan finalmente se pondría en mrcha durante el segundo semestre de 2010, siempre a bordo de su Ford Mondeo II del equipo de Alberto Canapino. Este torneo, Fogaça finalizaría en el 31.eɽ lugar con 20 puntos cosechados entre las Etapas de Invierno y Primavera de ese año.
Para el 2011, Fogaça se alejaría del TRV6, ausentándose en la primera fecha del mencionado calendario. Sin embargo, en la segunda fecha corrida en el circuito de Santa Cruz do Sul (Brasil), volvería a la actividad, siendo convocado por la escuadra Azar Motorsport, donde competiría nuevamente en el TRV6 con el número 72, pero a bordo de un Ford Mondeo III, preparado por la mencionada escuadra. Finalmente, este año Fogaça no completaría el torneo y retornaría a su país donde continuaría corriendo en la Copa Petrobras de Marcas. Finalmente, en 2012 debutaría en el Stock Car Brasil al comando de un Peugeot 408 identificado con su clásico número 72.

## Trayectoria
| Temporada | Categoría                | Automóvil            |
| --------- | ------------------------ | -------------------- |
| 2008      | Stock Jr.                | Stock-Yamaha 850cc.  |
| 2009      | Campeón de Stock Jr.     | Stock-Yamaha 850cc.  |
| 2009      | Pick Up Racing Brazil    | Mitsubishi L200      |
| 2010      | Copa América de TRV6     | Ford Mondeo II       |
| 2010      | Torneo Clausura de TRV6  | Ford Mondeo II       |
| 2010      | Copa Chevrolet Montana   | Chevrolet Montana    |
| 2011      | Top Race V6              | Ford Mondeo III      |
| 2011      | Copa Petrobras de Marcas | Ford Focus II        |
| 2012      | Copa Petrobras de Marcas | Mitsubishi Lancer GT |
| 2012      | Stock Car Brasil         | Peugeot 408          |
| 2013      | Stock Car Brasil         | Chevrolet Sonic      |
| 2014      | Copa Petrobras de Marcas | Chevrolet Cruze      |
| 2014      | Stock Car Brasil         | Peugeot 408          |
| 2015      | Stock Car Brasil         | Chevrolet Sonic      |

- [1]

### Karts
- 2004: Debut en karts
- 2005: Subcampeón Copa da Amizade

Invitado al Campeonato Paulista de Fórmula 200
- 2006: Campeón Copa de Itú

Campeón del Volante de Ouro
II Festival Brasileño de RD 135
- 2007: III Festival Brasileño de RD 135

Campeón Copa de Verano RD 135
Campeón del Campeonato Premiado
Campeón del Campeonato Paulista Light de Fórmula 250

## Trayectoria en Top Race
| Temporada            | Categoría   | Vehículo        | Equipo          | Posición final   |
| -------------------- | ----------- | --------------- | --------------- | ---------------- |
| Copa América 2010    | Top Race V6 | Ford Mondeo II  | Canapino Sports | 34º (18 puntos)  |
| Torneo Clausura 2010 | Top Race V6 | Ford Mondeo II  | Canapino Sports | 31.º (20 puntos) |
| 2011                 | Top Race V6 | Ford Mondeo III | Azar Motorsport | 38.º (0 puntos)  |

## Palmarés
| Título  | Especialidad | Marca                  | Año  |
| ------- | ------------ | ---------------------- | ---- |
| Campeón | Stock Jr.    | Prototipo Jr. - Yamaha | 2009 |